# Coenurose

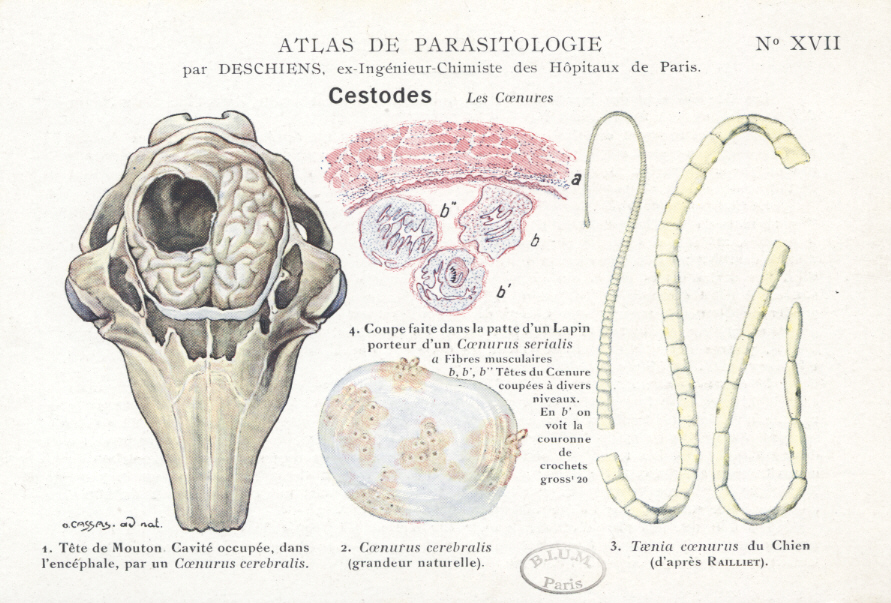
Quesenbandwurm und seine Finne

Die Coenurose (Coenurosis, Drehkrankheit, Zönurose) ist eine enzootisch auftretende parasitäre Erkrankung des Gehirns vor allem bei Schafen. Selten kommen auch Infektionen des Menschen vor, vor allem in Asien und Afrika.

## Erreger
Der Erreger der Erkrankung ist Coenurus cerebralis, die Finne des Quesenbandwurms des Hundes (Taenia multiceps). Die blasenartigen, walnuss- bis hühnereigroßen Finnen („Blasenwurm“) siedeln sich im Groß- oder Kleinhirn des Schafes an und enthalten jeweils 500 bis 700 Scolex-Anlagen. Sie verursachen als raumfordernder Prozess einen Untergang des Nervengewebes.

## Klinisches Bild
Die Erkrankung verläuft meist chronisch und führt zu neurologischen Störungen wie gestörtes Allgemeinbefinden, Abgeschlagenheit, Wandern im Kreis („Drehkrankheit“), reduzierter Drohreflex, schwankender Gang und Kopfschiefhaltung.
Die Diagnose ist am lebenden Tier praktisch nicht zu stellen. Die Liquoruntersuchung kann einen erhöhten Leukozytengehalt zeigen, im Blutbild kann eine Eosinophilie auftreten. Eine sichere Diagnose ist nur mittels Computertomographie möglich, diese wird in der Praxis allerdings bei Schafen nicht durchgeführt.

## Bekämpfung
Eine medikamentelle Therapie ist nicht möglich. Theoretisch können die Finnen chirurgisch aus dem Gehirn entfernt werden, was allerdings kaum praktisch realisiert wird. Die Bekämpfung zielt daher auf Hygienemaßnahmen, insbesondere der regelmäßigen Entwurmung von Hunden.

## Geschichte
Diese durch Bandwürmer verursachte Schafkrankheit war schon lange als Drehkrankheit, Drehsucht oder Taumelsucht (Hydrocephalus hydatidesis, Hydatidenzyste) bekannt. 1854 beschrieb man sie als „eine langwierige, bei Schafen im ersten Lebensjahr, selten beim Rindvieh vorkommende Krankheit, die sich in anhaltender Betäubung und eigenthümlichen, drehenden oder andern Bewegungen aus spricht und gewöhnlich unter Abmagerung und Entkräftung mit dem Tode endigt. Nach Verschiedenheit der Bewegungen heißen sie Dreher oder Drehköpfe, wenn sie im Kreise herumtaumeln und niederfallen; Schwindler oder Segler, wenn sie mit emporgehaltenem Kopfe im Gange hin und her wanken; Würfler, wenn sie im Laufe kopfüber niederstürzen. Die Krankheit beruht auf einem Leiden des Gehirns, in dessen Marksubstanz gewöhnlich ein oder mehrere Blasenwürmer, Hydatiden, in Form einer kleinern oder größern Wasserblase, gefunden werden. — Zerstörung der Blase durch den Troikarstich ist das einzige Heilmittel, am zweckmäßigsten aber werden solche Thiere geschlachtet.“